# Friedhof (Ober-Sensbach)
Der Friedhof in Ober-Sensbach, einem Ortsteil der Stadt Oberzent im Odenwaldkreis in Hessen, wurde im 17. Jahrhundert angelegt und steht als Kulturdenkmal unter Denkmalschutz.

## Beschreibung
Mitten im Wald auf einem Höhenzug der Sensbacher Höhe gelegen, wurde der Friedhof gemäß dem an seinem Rundbogen datierten Portal 1619 ummauert. Auf jene Zeit geht wohl auch der Bau der Kapelle zurück, die der Inschrift am Portalsturz folgend 1744 zu ihrer heutigen Gestalt umgebaut wurde. Die Kapelle ist aus Bruchsteinmauerwerk ausgeführt und weist einen dreiseitig gebrochenen, nach Osten ausgerichteten Chor auf. Sie ist von einem Krüppelwalmdach bedeckt, auf dem sich ein hoher Dachreiter mit spitzem Helm befindet. Der Zugang zur Kapelle erfolgt durch eine Tür im Westgiebel, die als Witterungsschutz ein kleines Vordach hat.
Auf dem Friedhof wurden Graf Albrecht von Erbach-Fürstenau (1787–1851) und seine Gemahlin Sophie Emilie Luise zu Hohenlohe-Neuenstein-Ingelfingen (1788–1859) sowie zwei Brüder des Grafen Adalbert, Elias († 1950) und Raimund († 1926), beigesetzt. Außerdem befand sich dort bis 2021 die Grabstätte des 1977 von der RAF ermordeten Jürgen Ponto.